# (11445) Fedotov
(11445) Fedotov est un astéroïde de la ceinture principale.

## Description
(11445) Fedotov est un astéroïde de la ceinture principale. Il fut découvert le 26 septembre 1978 à Naoutchnyï par Lioudmila Jouravliova. Il présente une orbite caractérisée par un demi-grand axe de 2,64 UA, une excentricité de 0,17 et une inclinaison de 12,9° par rapport à l'écliptique.

## Compléments